# 斯文-奥洛夫·荣松
斯文-奥洛夫·荣松（瑞典語：Sven-Olof Jonsson，1893年1月23日—1945年1月2日），生于厄斯特松德，瑞典男子体操运动员。他曾获得1920年夏季奥运会体操比赛男子团体瑞典式金牌。他于1945年去世，享年51岁。